# Archevêché titulaire de Nicée
 (février 2025).
Si vous disposez d'ouvrages ou d'articles de référence ou si vous connaissez des sites web de qualité traitant du thème abordé ici, merci de compléter l'article en donnant les références utiles à sa vérifiabilité et en les liant à la section « Notes et références ».
Nicée est un archevêché titulaire de l'Église catholique romaine.
Son origine remonte à un siège épiscopal disparu de l'antique ville de Nicée, dans la région de Bithynie en Asie mineure.
| Archevêques titulaires de Nicée   | |                   |                   |
| Nom                               | Fonction | du                | au                |
| Jean de Prangins                  | Évêque émérite d'Aoste | 23 octobre 1444   | 7 mai 1446        |
| Henri de Albertis                 | Évêque titulaire d'Acre de 1459 à 1461, évêque auxiliaire de Verceil | 19 octobre 1461   | 25 avril 1475     |
| Vittore Soranzo (it)              | Évêque coadjuteur de Bergame | 18 juillet 1544   | 19 janvier 1547   |
| Belchior Carneiro Leitão SJ       | Patriarche coadjuteur d'Éthiopie | 23 janvier 1555   | 29 juin 1577      |
| Juan Beltrán de Guevara           | Évêque émérite de Mazara del Vallo | 16 janvier 1573   |                   |
| Vincenzo Quadrimano               | Évêque auxiliaire d'Ostie et de Velletri | 12 août 1592      |                   |
| Bernardino Piccoli (it)           | Évêque coadjuteur de Strongoli (it) | 15 décembre 1621  | 2 octobre 1627    |
| Diego Secco (de) SJ               | Patriarche coadjuteur d'Éthiopie | 19 décembre 1622  | 4 juillet 1623    |
| Apolinário de Almeida SJ          | Patriarche coadjuteur d'Éthiopie | 22 mars 1627      | 15 juin 1638      |
| Jacobus de La Haye OSSpiritus     | Légat apostolique de Constantinople (Empire ottoman) | 3 mars 1653       |                   |
| Gaspare Carpegna                  | | 16 juin 1670      | 22 décembre 1670  |
| Carlo Vaini                       | | 19 janvier 1671   | 15 mai 1679       |
| Giovanni Giacomo Cavallerini      | Nonce apostolique en France | 25 juin 1692      | 21 mai 1696       |
| Tommaso Ruffo                     | Nonce apostolique en Toscane (en) | 7 avril 1698      | 25 juin 1706      |
| Ferdinando Nuzzi                  | | 7 juin 1706       | 30 mars 1716      |
| Giuseppe Firrao                   | Nonce apostolique en Suisse puis au Portugal (en) | 2 septembre 1714  | 11 décembre 1730  |
| Silvio Valenti-Gonzaga            | Cardinal secrétaire d'État | 18 juin 1731      | 16 septembre 1740 |
| Alberico Archinto                 | | 30 septembre 1739 | 24 mai 1756       |
| Antonio Maria Erba-Odescalchi     | | 24 septembre 1759 | 19 novembre 1759  |
| Cesare Alberico Lucini (it)       | Nonce apostolique à Cologne puis en Espagne | 28 janvier 1760   | 19 février 1768   |
| Filippo Sanseverino               | Évêque émérite d'Alife | 29 janvier 1770   | 4 avril 1776      |
| Jean-Sifrein Maury                | | 24 avril 1792     | 21 février 1794   |
| Pietro Gravina                    | Nonce apostolique en Suisse puis en Espagne | 12 septembre 1794 | 8 mars 1816       |
| Francesco Serra-Cassano           | Nonce apostolique en Bavière Archevêque coadjuteur de Capoue | 16 mars 1818      | 26 juillet 1826   |
| Luigi Amat di San Filippo e Sorso | Nonce apostolique à Naples (en) puis en Espagne | 9 avril 1827      | 19 mai 1837       |
| Raffaele Fornari                  | Nonce apostolique en Belgique (en) et en France | 24 janvier 1842   | 30 septembre 1850 |
| Carlo Sacconi                     | Nonce apostolique en Allemagne et en France | 2 mai 1851        | 27 septembre 1861 |
| Giuseppe Berardi                  | | 7 avril 1862      | 13 mars 1868      |
| Serafino Vannutelli               | Délégué apostolique en Équateur (en), au Pérou (en), en Colombie (en), au Venezuela (en), au Salvador, au Guatemala (en) au Costa Rica (en), au Honduras (en) et au Nicaragua (en) Nonce apostolique en Belgique (en) et en Autriche (en) | 25 juin 1869      | 14 mars 1887      |
| Luigi Galimberti                  | Nonce apostolique en Autriche (en) | 23 mai 1887       | 25 juin 1894      |
| Augusto Guidi (de)                | Évêque de la Curie (de) | 18 mai 1894       | 16 mars 1900      |
| Rafael Merry del Val              | Président de l'Académie pontificale ecclésiastique | 19 avril 1900     | 9 novembre 1903   |
| Giovanni Tacci Porcelli           | Évêque de la Curie Nonce apostolique en Belgique (en) Internonce apostolique aux Pays-Bas (en) | 17 décembre 1904  | 13 juin 1921      |
| Giovanni Festa                    | Examinateur du vicariat (de) de Rome | 20 janvier 1923   | 18 avril 1930     |
| Giuseppe Pizzardo                 | Président de la Commission pontificale pro-russe (de) | 22 avril 1930     | 13 décembre 1937  |
| Aldo Laghi (de)                   | Nonce apostolique au Chili (en) | 28 août 1938      | 2 janvier 1942    |
| Martin-Marie-Stanislas Gillet OP  | | 30 septembre 1946 | 3 septembre 1951  |
| Ilario Alcini (de)                | Visiteur apostolique du séminaire d'Italie | 27 octobre 1951   | 10 avril 1976     |